# Kwon Hyun-bin
Kwon Hyun-bin (tiếng Hàn: 권현빈; sinh ngày 4 tháng 3 năm 1997) là một người mẫu, rapper và diễn viên người Hàn Quốc. Anh nổi tiếng với sự xuất hiện của mình trong chương trình sinh tồn thực tế Produce 101 Mùa 2 và ra mắt trong nhóm nhạc nam cũ JBJ.

## Tiểu sử
Kwon Hyun-bin sinh ngày 4 tháng 3 năm 1997 tại Seoul, Hàn Quốc. Hyun-bin cư trú ngắn ngủi tại Tokyo, Nhật Bản để học, cũng tham gia đội bóng chày trong trường quốc tế Aoba-Nhật Bản. Anh học ở trường trung học Jungkyung với tư cách là một vận động viên chuyên môn Đấu kiếm. Anh cũng được chọn làm đại diện cho giải đấu đấu kiếm của thiếu niên. Không lâu sau, Hyun-bin bị chấn thương, do đó phải từ bỏ việc đấu kiếm và trở lại với một học sinh trung học bình thường.

### 2015-16: YGKPlus
Năm 2015, Hyun-bin trở thành người mẫu thuộc YGKPlus, đội hình trẻ nhất lúc bấy giờ. Anh xuất hiện trên một loạt các bức tranh, cụ thể là Studio K's Lookbook và The Growing.

### 2017-Present: Produce 101 S2, JBJ and Solo activities
Tháng 4 năm 2017, Hyun-bin đã tham gia chương trình sinh tồn thực tế Produce 101 Mùa 2, tổng thể xếp thứ 22. Sau đó, Hyun-bin đã được cung cấp một cơ hội để tham gia nhóm dự án JBJ, bao gồm các thí sinh khác từ chương trình do chính người xem bình chọn. Tháng 10 năm 2017, JBJ đã ra mắt với trò chơi Fantasy mở rộng đầu tiên của họ. Trong vòng bảy tháng của sự nghiệp, nhóm đã phát hành hai EP và một album đặc biệt. Sau khi hết hạn hợp đồng, nhóm đã kết thúc mọi hoạt động vào khoảng cuối tháng 4 năm 2018.
Giữa các chương trình với JBJ, Hyun-bin đã xuất hiện trên chương trình thực tế JTBC Live a Good Life as a prisoner cùng với người bạn cùng nhãn của WINNER là Kim Jin-woo và Yoo Byung-jae. Sau khi nhóm tan rã, Hyun-bin xuất hiện với tư cách là thành viên cố định của chương trình tạp kỹ MBC Dunia: Into a New World.

### 2019 Debut Solo
Vào ngày 31 tháng 5, nó đã được tiết lộ Hyun-bin sẽ chuẩn bị ra mắt solo vào mùa hè dưới tướng công ty con YGX của YG Entertainment. Cùng ngày, kênh YouTube của anh, Kwon Hyunbin Begins đã được ra mắt, phát hành các cảnh quay vào mỗi thứ Sáu 5pm KST của quá trình chuẩn bị album, cuộc sống hàng ngày của anh ấy, và nhiều hơn nữa.

## Danh sách đĩa hát

### Xuất hiện nhạc phim
| Title                                                    | Year | Peak position | Sales      | Album              |
| Title                                                    | Year | KOR           | Sales      | Album              |
| -------------------------------------------------------- | ---- | ------------- | ---------- | ------------------ |
| "Red Carpet" (with Suhyun, Deukie, Hee-Jung & Seung-eon) | 2017 | N/A           | Unreleased | Temporary Idol OST |

## Phim

### TV Show
| Năm  | Network | Tên            | Vai diễn      | Notes           | Ref. |
| ---- | ------- | -------------- | ------------- | --------------- | ---- |
| 2017 | MBC     | Borg Mom       | Hyung-sik     | Supporting Role |      |
| 2017 | Netflix | Temporary Idol | Kwon Hyun-Bin | Main Cast       |      |

### Variety Shows
| Năm  | Network | Tên                     | Notes       | Ref.   |
| ---- | ------- | ----------------------- | ----------- | ------ |
| 2017 | Mnet    | Produce 101 Season 2    | Contestant  | [ 8 ]  |
| 2017 | OnStyle | Travel Report           | Cast Member | [ 9 ]  |
| 2018 | JTBC    | Live a Nice Life        | Cast Member | [ 10 ] |
| 2018 | MBC     | Dunia: Into a New World | Cast Member | [ 8 ]  |
| 2019 | JTBC    | Try It                  | Cast Member | [ 11 ] |